# 田辺昌彦
田辺 昌彦（たなべ まさひこ、1955年3月 - ）は、日本の地方公務員。広島県財務局長や、広島県経営戦略審議官、広島県信用組合常務理事等を経て、広島県副知事。

## 人物・経歴
広島県芦品郡新市町（現福山市新市町）生まれ。1978年名古屋大学法学部卒業、広島県入庁、福山県税事務所配属。自治省財政局出向等を経て、2004年商工労働部産業振興総室新産業振興室長。2006年環境部環境対策局長。2007年総務部財務局長。2010年総務局経営戦略審議官。退職後、広島県信用組合常務理事を経て、2018年から副知事を務め、平成30年7月豪雨の対応などにあたった。